# Nassi (chanteur)
Pour l’article homonyme, voir Nassi.
Nassi est un chanteur et auteur-compositeur-interprète français, originaire de Frangy en Haute Savoie, né à Perpignan dans les Pyrénées-Orientales
Il est l'interprète, notamment, de la chanson La vie est belle.

## Biographie
Né à Perpignan de parents d’origine marocaine, Nassi grandit à Frangy en Haute-Savoie, où il commence à écrire des chansons à l'âge de 11 ans.
Il adopte le pseudonyme « Nassi » en 2010.[réf. nécessaire]
Avant de se faire connaître du public en tant que chanteur, il écrit et compose des chansons pour d'autres artistes, comme Kendji Girac, Claudio Capéo, L'Algérino encore Axel Tony.[réf. nécessaire]
En 2014, il a notamment écrit le titre Elle m'a aimé issue du premier album de Kendji Girac qu’il compose en collaboration avec Nyadjiko. L’album s’écoule à plus d’1 500 000 ventes, et sera certifié triple disque de diamant[réf. nécessaire].
En janvier 2017, il sort son premier single solo, intitulé La vie est belle, qui atteint la 100e place du classement des singles français en avril et sera finalement certifié single d'or par le syndicat national de l'édition phonographique (SNEP). Vient ensuite le single Pas fatigué en juin,de la même année.
En 2018, Nassi est pressenti pour représenter la France au Concours Eurovision de la chanson de cette année-là avec sa chanson Rêves de gamin,, atteignant la finale des préliminaires nationaux (télévisée sur France 2 sous le titre Destination Eurovision).
En 2019, l’artiste se lance en indépendant et propose plusieurs singles, avant de dévoiler son EP[source secondaire nécessaire] Arabesque en 3 volumes. 
Le premier volume sort en 2020, le deuxième en 2022 et le troisième en 2023.
La musique de Nassi est présentée au concours de chant pédagogique « Manie Musicale » aux États Unis en 2020, 2022 et 2023[source secondaire nécessaire].
En 2021, il compose également aux côtés de Anibeatz et de Steeve Mad, le single Mona Lisa de Booba, qui cumule plus de 95 millions de streams et sera certifié disque de diamant[réf. nécessaire].

## Discographie

### Singles
- 2017 : La vie est belle
- 2017 : Pas fatigué
- 2018 : Rêves de gamin
- 2019 : À la dérive
- 2020 : Toi et moi
- 2020 : Souhila
- 2020 : Arabesque (Intro)
- 2020 : Ce qu'il me reste
- 2021 : Wana
- 2021 : Next Level
- 2021 : Caractère (feat. Anas)
- 2022 : Serre moi fort
- 2022 : Allo mama (feat. H Magnum)
- 2022 : Rifia
- 2022 : Mes yeux
- 2022 : Nous (feat. Nej')
- 2023 : Arif ino
- 2023 : Ya lalla
- 2023 : Dark Nador (feat. Loukman)
- 2024 : Best life
- 2024 : 23 (feat. Benny Adam)

### Collaborations
- 2015 : Akela feat. Nassi - Je pense à nous [Radio Edit][réf. nécessaire]
- 2019 : Anas feat. Nassi - Choix de vie (sur l'album Dans mon monde)[réf. nécessaire]
- 2019 : DJ Hamida feat. Imen Es & Nassi - La cabeza (sur l'album À la bien Mix Party 2019)[réf. nécessaire]
- 2021 : DJ Sem feat. Nassi - Feeling (sur l'EP 1ère dose)[réf. nécessaire]
- 2021 : 7liwa feat. Nassi - Ça tourne dans ma tête[réf. nécessaire]
- 2022 : DJ Hamida feat. Mizi & Nassi - Ya zina (sur l'album A la bien (Summer Edition 2.0))[réf. nécessaire]